# Lurcy-Lévis
Lurcy-Lévis település Franciaországban, Allier megyében. Lakosainak száma 1852 fő (2022. január 1.). Lurcy-Lévis Château-sur-Allier, Couleuvre, Neure, Pouzy-Mésangy, Valigny, Augy-sur-Aubois, Saint-Aignan-des-Noyers és Sancoins községekkel határos.

## Népesség
A település népességének változása:
| Lakosok száma | 2429 | 2294 | 2080 | 2128 | 1963 | 1925 | 1893 | 1881 | 1881 | 1852 |
|               | 1968 | 1982 | 1990 | 2006 | 2013 | 2015 | 2017 | 2019 | 2020 | 2022 |